# Hermine Ziegler
Hermine Ziegler (* 26. März 1884 als Hermine Ziegltrum in Klein Flottbek; † 30. August 1965 in Prien am Chiemsee) war eine deutsche Schauspielerin.

## Leben
Hermine Ziegler spielte im Jahr 1914 erste Bühnenrollen. Von 1917 bis 1930 hatte sie ein Engagement am Theater Trier. Gastspiele führten sie an das Badische Staatstheater Karlsruhe und nach Frankfurt (Oder). Sie war von 1931 bis 1937 Ensemblemitglied am Nationaltheater Mannheim. Es folgten Stationen in Leipzig (Spielzeit 1938/1939) und von 1942 bis 1944 an das Deutsche Theater in Prag. Von 1947 bis 1954 und wiederum ab 1961 war sie Mitglied des Ensembles der Bühnen der Stadt Köln.
Hermine Ziegler wirkte in verschiedenen Filmproduktionen mit. Darunter befanden sich die Spielfilme Gewitter im Mai von Hans Deppe mit Viktor Staal, Hansi Knoteck und Ludwig Schmid-Wildy und Der Gasmann von Carl Froelich mit Heinz Rühmann, Anny Ondra und Will Dohm. Ziegler stand 1944 in der Gottbegnadeten-Liste des Reichsministeriums für Volksaufklärung und Propaganda.
In der Verfilmung der Operette Die Fledermaus verkörperte sie 1944 die Rolle der Baronin Rüdersheim. In der Regie von Géza von Bolváry spielten unter anderem Marte Harell, Johannes Heesters und Willy Fritsch. Dieser Film gilt als sogenannter Überläufer, da er zwar vor Ende des Zweiten Weltkrieges abgedreht, aber erst nach Kriegsende fertiggestellt wurde.
Zudem konnte man Hermine Ziegler auch in einigen Hörspielen als Sprecherin hören.

## Filmografie
- 1937: Die wirkliche Liebe
- 1937: Zweimal zwei im Himmelbett
- 1938: Ich sehe hell… ich sehe dunkel
- 1938: Gewitter im Mai
- 1938: Das Mädchen von gestern Nacht
- 1938: Narren im Schnee
- 1939: Waldrausch
- 1940: Beates Flitterwoche
- 1940: Links der Isar – rechts der Spree
- 1941: Der Gasmann
- 1943: Liebe, Leidenschaft und Leid
- 1944: Das schwarze Schaf
- 1944: Schicksal am Strom
- 1944: Dir zuliebe
- 1944/46: Die Fledermaus
- 1944/49: Der große Fall
- 1945: Der Fall Molander
- 1945: Ein Mann wie Maximilian

## Hörspiele
- 1946: Die Nacht von Soledad – Regie: Walter Ohm
- 1949: Der arme Mr. Griffith – Regie: Wilhelm Semmelroth